# Benedykt (biskup poznański)
Benedykt (zm. 10 grudnia 1193/95) – biskup poznański. 

## Życiorys
Dokładny okres jego posługi nie jest znany, jego imię pojawia się w prywatnym dokumencie z ok. 1192 oraz bulli papieża Celestyna III z 9 kwietnia 1193.
W bulli tej Celestyn III zatwierdził na prośbę Benedykta fundację księcia Mieszka Starego i biskupa Radwana (zm. 1172) na rzecz zakonu joannitów.
Do niego zapewne odnosi się przekazana przez Jana Długosza notatka nekrologiczna, rejestrująca pod dniem 10 grudnia śmierć biskupa poznańskiego Benedykta (Długosz odniósł ją do nieznanego skądinąd biskupa o tym imieniu, który miał jakoby rządzić diecezją poznańską w latach 1037–1048). Rok śmierci pozostaje nieznany, w grę wchodzą lata 1193 do 1195.